# 大潭路
大潭路（Datan Rd.）是屏東縣東港鎮東邊的東西向主要幹道。本道路行經大潭地區，全線屬台17線。西起大鵬路口，前端西行接船頭路至東港市區，沿途經過大鵬灣國家風景區。東抵東港鎮、林邊鄉交界的中正路口，續行中山路至林邊市區和接國道三號林邊交流道。為東港鎮往來新園、林邊鄉及大鵬灣國家風景區的主要道路。也是屏東縣、高雄市兩地之間沿海往來重要道路之一。

## 行經行政區域
（由西至東）
- 東港鎮
- 林邊鄉

## 沿線設施
（由西至東）
- 屏126線大鵬路
- 大鵬灣國家風景區
- MITSUBISHI順益汽車東港維修廠
- 屏124線路口（大潭社區）
- 屏東縣政府警察局東港分局大鵬灣派出所
- 天河海產餐廳
- 台灣中油永勝加油站威東站
- 屏73線中正路

## 本道路交通
- 屏東客運
  - 8205 屏東－萬丹－東港－枋寮－恆春
- 高雄客運、屏東客運、中南客運、國光客運聯營
  - 9117「墾丁列車」（經台17線）
    - 高雄客運、屏東客運、中南客運：高鐵左營站－高雄火車站－高雄國際機場－林園－東港－林邊－枋寮－楓港－恆春－墾丁
    - 國光客運：高雄客運自立站－高雄火車站－高雄國際機場－林園－東港－林邊－枋寮－楓港－恆春－墾丁